# نیروگاه هسته‌ای کاتنوم
نیروگاه هسته‌ای کاتِنوم (به فرانسوی: Centrale nucléaire de Cattenom) (فرانسه، کاتانوم در ناحیه لورن، شهر تیون‌ویل در کنار رودخانه موزل واقع در ۳۵ کیلومتری لوکزامبورگ، تأسیس ۱۳ نوامبر ۱۹۸۶)، یکی از نیروگاه‌های کشور فرانسه و بزرگترین نیروگاه هسته‌ای این کشور با ظرفیت تولید ۵۴۴۸ مگاوات شامل ۴ رآکتور ۱۳۶۲ مگاواتی از نوع رآکتور آب فشرده است.
این نیروگاه بین سال‌های بین ۱۹۷۹ تا ۱۹۹۱ ساخته شده‌است.

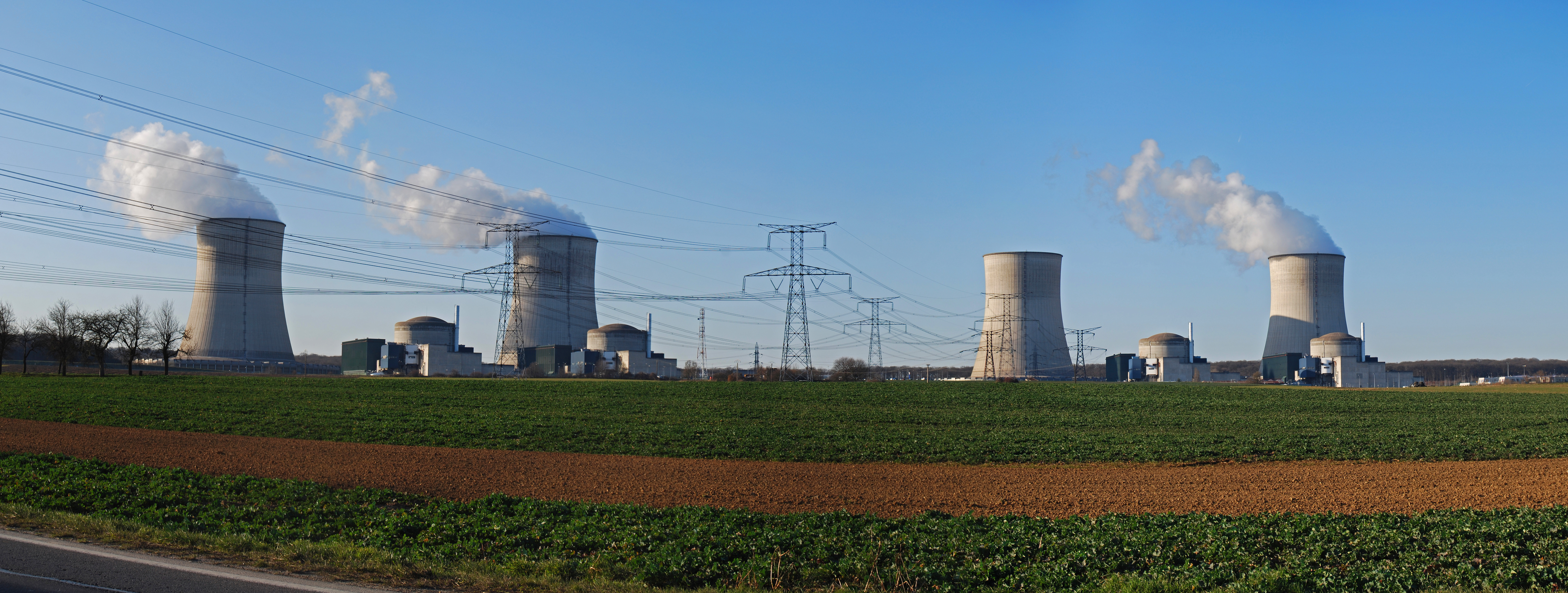
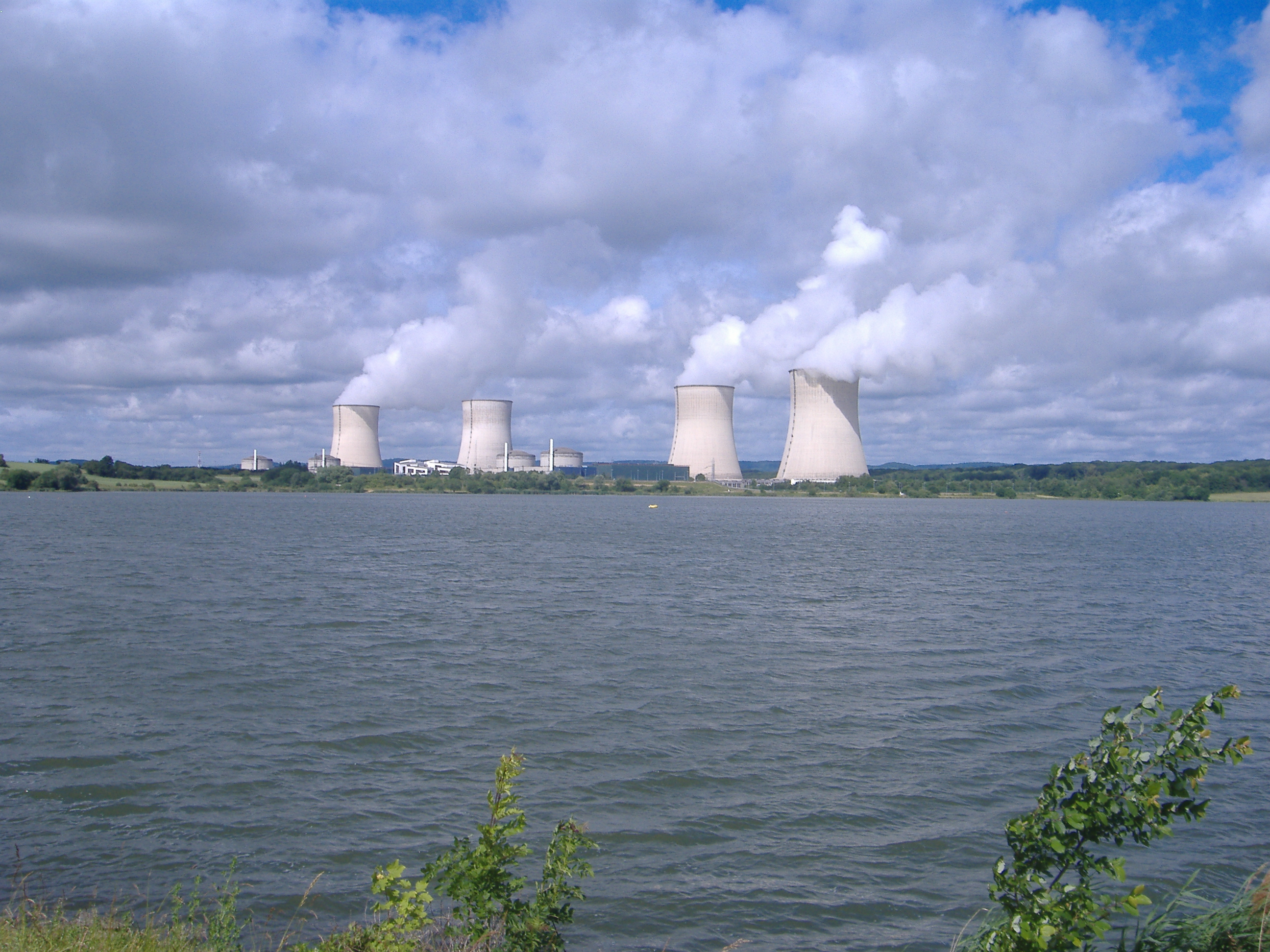
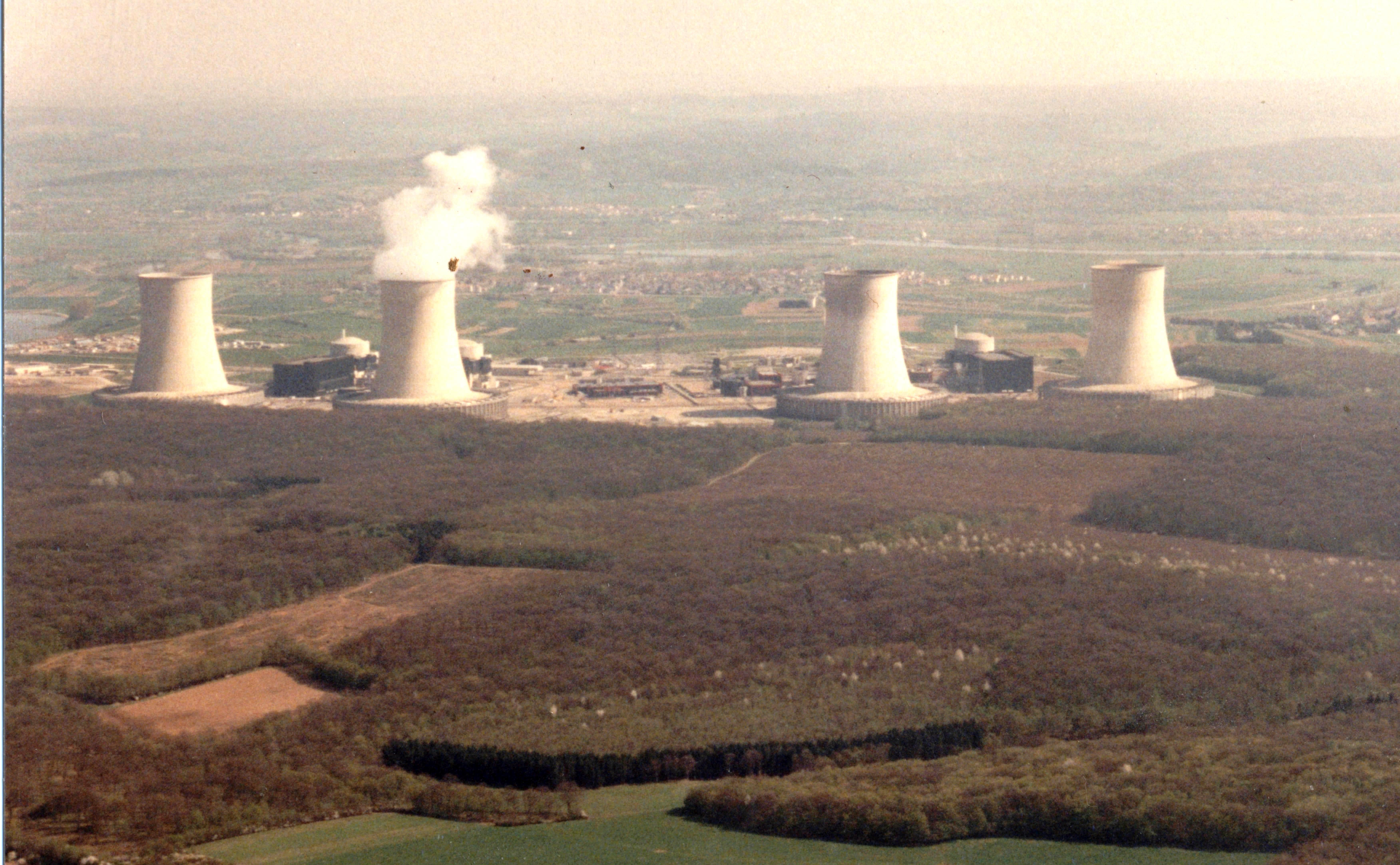

تصاویر نیروگاه اتمی کاتنوم